# Olivier Bernhard
Pour les articles homonymes, voir Bernhard.
Olivier Bernhard né le 16 juin 1968 à Saint-Gall en Suisse est un triathlète et duathlète professionnel, multiple vainqueur sur triathlon Ironman et double champion du monde de duathlon longue distance.

## Biographie
Olivier Bernhard commence le triathlon et le duathlon en même temps en 1989. Il pratique principalement sur la distance M (olympique) avant de devenir professionnel et d'entamer des compétitions sur longues et très longues distances. Dans sa carrière professionnelle, il remporte six fois l'Ironman de Zurich en Suisse. En 1998 et 1999 en remportant le Powerman Duathlon de Zofingue, il remporte par deux fois le titre de champion du monde de duathlon longue distance, cette course servant de support au titre mondial délivré par la Fédération internationale de triathlon. Il remporte cette compétition, huit fois et établit un record, invaincu en 2015, qui lui vaut le surnom de « Roi de Zofingue ».
Olivier Bernhard, met un terme à sa carrière professionnelle en 2005 et fonde son entreprise de coatching, ou il entraine pendant quelques années les triathlètes professionnels comme l'Autrichien Peter Schoissengeier ou la Suissesse Simone Brändli. Il donne également des conférences de motivations des entrepreneurs au travers du prisme des sports d'endurance. En 2010 il fonde avec David Allemann et Caspar Coppetti l'entreprise de chaussure de course : On AG et s'implique dans la conception et le développement de chaussures de course.

## Palmarès
Les tableaux présentent les résultats les plus significatifs (podium) obtenus sur le circuit national et international de triathlon et de duathlon depuis 1992,.
| Année | Compétition           | Pays       | Position | Temps           |
| ----- | --------------------- | ---------- | -------- | --------------- |
| 2005  | Ironman Suisse        | Suisse     |          | 8 h 29 min 47 s |
| 2004  | Ironman Suisse        | Suisse     |          | 8 h 16 min 6 s  |
| 2004  | Ironman Floride       | États-Unis |          | 8 h 35 min 30 s |
| 2003  | Ironman Suisse        | Suisse     |          | 8 h 27 min 5 s  |
| 2002  | Ironman Australie     | Australie  |          | 8 h 26 min 5 s  |
| 2002  | Ironman Suisse        | Suisse     |          | 8 h 33 min 15 s |
| 2001  | Ironman Canada        | Canada     |          | 8 h 33 min 23 s |
| 2000  | Ironman Suisse        | Suisse     |          | 8 h 12 min 27 s |
| 1999  | Ironman Suisse        | Suisse     |          | 8 h 35 min 52 s |
| 1998  | Ironman Suisse        | Suisse     |          | 8 h 23 min 7 s  |
| 1994  | Triathlon d'Almere    | Pays-Bas   |          | 8 h 28 min 37 s |
| 1993  | Championnat de Suisse | Suisse     |          | Timing          |
| 1992  | Championnat de Suisse | Suisse     |          | Timing          |

| Année | Compétition                                       | Pays     | Position | Temps           |
| ----- | ------------------------------------------------- | -------- | -------- | --------------- |
| 2004  | Powerman Duathlon Zofingen                        | Suisse   |          | 6 h 26 min 22 s |
| 2002  | Powerman Duathlon Zofingen                        | Suisse   |          | 6 h 24 min 37 s |
| 2001  | Powerman Duathlon Zofingen                        | Suisse   |          | 6 h 32 min 9 s  |
| 2000  | Powerman Duathlon Zofingen                        | Suisse   |          | 6 h 23 min 10 s |
| 1999  | Powerman Duathlon Zofingen                        | Suisse   |          | 6 h 32 min 5 s  |
| 1999  | Championnats du monde de duathlon longue distance | Suisse   |          | 6 h 32 min 5 s  |
| 1999  | Powerman Autriche                                 | Autriche |          | 3 h 14 min 52 s |
| 1998  | Powerman Duathlon Zofingen                        | Suisse   |          | 6 h 22 min 3 s  |
| 1998  | Championnats du monde de duathlon longue distance | Suisse   |          | 6 h 22 min 3 s  |
| 1997  | Powerman Duathlon Zofingen                        | Suisse   |          | 6 h 36 min 26 s |
| 1996  | Powerman Duathlon Zofingen                        | Suisse   |          | 6 h 47 min 21 s |
| 1994  | Powerman Duathlon Zofingen                        | Suisse   |          | 6 h 19 min 44 s |

## Voir Aussi